# Italiensk neorealism

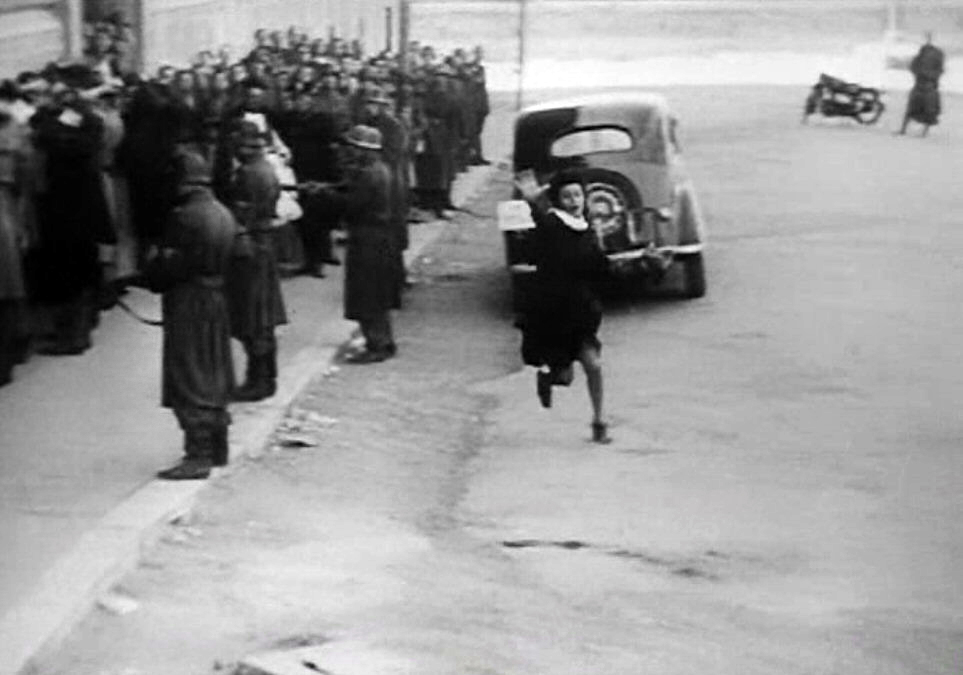
Scen med Anna Magnani ur Rom öppen stad.

Italiensk neorealism var en filmrörelse i Italien med början mitt under andra världskriget. Neorealismen hade ibland en politisk dimension och en stil präglad av ett verklighetstroget uttryck, inspelning i hög grad i befintliga miljöer, och sympati för de lågtstående i samhället.
Exempel på kända neorealistiska filmer är Luchino Viscontis Köttets lust (1943), en tolkning av James M. Cains roman The Postman Always Rings Twice, Roberto Rossellinis Rom – öppen stad (1945) och Vittorio De Sicas Cykeltjuven (1948). Rörelsen växte fram i det fascistiska Italiens filmstudiokomplex Cinecittà, och har ett särskilt arv till Alessandro Blasettis filmer, som Fyra steg i det blå från 1942.

## Filmexempel
Giuseppe De Santis
- 1947 - Caccia tragica (Spärrade gränser)
- 1949 - Riso amaro (Bittert ris)
- 1950 - Roma, ore 11 (Rom klockan 11)

Luchino Visconti
- 1943 - Ossessione (Köttets lust)
- 1947 - La terra trema (Jorden skälver)

Roberto Rossellini
- 1945 - Roma, città aperta (Rom – öppen stad)
- 1946 - Paisà (Befriande eld)
- 1948 - Germania, anno zero (Tyskland anno noll)

Vittorio De Sica
- 1946 - Sciuscià (Ungdomsfängelset)
- 1948 - Ladri di biciclette (Cykeltjuven)
- 1952 - Umberto D.
- 1956 - Il tetto (Taket)

Michelangelo Antonioni
- 1950 - Cronaca di un amore